# BIRS

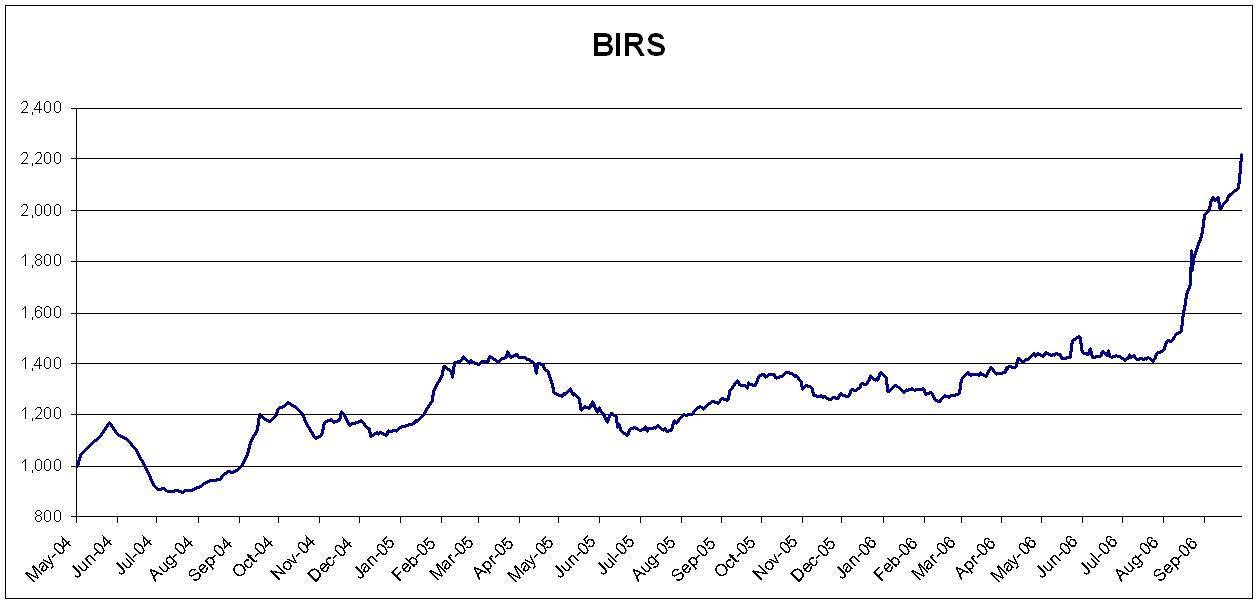
Croissance de l'indice BIRS.

L'indice BIRS est un indice boursier sur les plus grosses entreprises cotées à la Bourse de Banja Luka (BLSE) en Bosnie-Herzégovine, fondé le 1er mai 2004 avec une valeur de base de 1 000.  BIRS est un sigle signifiant Berzanski indeks Republike Srpske en serbe, que l'on peut traduire par Indice boursier de la République serbe.
Les composants de l'indice sont déterminés semi-annuellement, le 15 mai et le 15 novembre. Les entreprises constituantes doivent remplir des critères définis par la BLSE. Le record de cotation est de 5 218,18 réalisé le 16 avril 2007.
Les autres indices de la BLSE sont le FIRS (constitué de 13 entreprises d'investissement privé) et le ERS10 (constitué de 10 entreprises du secteur de l'énergie).
La plus grosse capitalisation du BIRS vient de Telekom Srpske a.d. de Banja Luka.

## Liste des entreprises de la BIRS
Ci-dessous, la liste des entreprises constituant la BIRS en date du 11 mars 2010. Toutes les entreprises de cet indice ont l'abréviation a.d. (akcionarsko drušvo) à la fin de leur nom. Ceci indique leur statut de société par actions.
- Birač a.d Zvornik
- Banjalučka pivara a.d. Banja Luka
- Boksit a.d. Milići
- ZTC Banja Vrućica a.d. Teslić
- Čistoća a.d. Banja Luka
- Hemijska industrija destilacija a.d. Teslić
- Elektrodistribucija a.d. Pale
- Elektrokrajina a.d. Banja Luka, une entreprise du secteur énergétique (électricité).
- Elektrohercegovina a.d. Trebinje
- Elektro - Bijeljina a.d. Bijeljina
- Elektro Doboj a.d. Doboj
- Hidroelektrane na Drini a.d. Višegrad
- Hidroelektrane na Vrbasu a.d. Mrkonjić Grad
- Hidroelektrane na Trebišnjici a.d. Trebinje
- Kosig Dunav osiguranje a.d. Banja Luka, une compagnie d'assurances.
- Krajina GP a.d. Banja Luka, une entreprise de construction.
- Metal a.d. Gradiška
- Mira a.d. Prijedor
- Meridian a.d. Banja Luka, une entreprise de transport et expédition de frets.
- Nova Banka a.d. Banja Luka
- Prijedorputevi a.d. Prijedor
- Rafinerija ulja a.d. Modriča
- RiTE Gacko a.d. Gacko
- Rafinerija nafte a.d. Brod
- RiTE Ugljevik a.d. Ugljevik
- Semberija PD a.d. Bijeljina
- Telekom Srpske a.d. Banja Luka, une entreprise de télécommunication.
- Tržnica a.d. Banja Luka
- Vitaminka a.d. Banja Luka, une entreprise agroalimentaire.
- Željeznice RS a.d. Doboj, une compagnie de transport ferroviaire.